# Saint-Pierre-Quiberon
 Saint-Pierre-Quiberon  (en bretón Sant-Pêr-Kiberen) es una población y comuna francesa, situada en la región de Bretaña, departamento de Morbihan, en el distrito de Lorient y cantón de Quiberon.

## Demografía
| 2100 | 2012 | 1984 | 2026 | 2184 | 2165 |
| Para los censos de 1962 a 1999 la población legal corresponde a la población sin duplicidades (Fuente: INSEE [Consultar]) |      |      |      |      |      |